# 요코야마 마사히로
요코야마 마사히로(일본어: 横山 昌弘, 1935년 2월 27일 ~ )는 일본의 전 프로 야구 선수이다. 시즈오카현 출신이며 현역 시절 포지션은 외야수였다.

## 인물
시즈오카 상업고등학교 시절인 1952년에 팀의 에이스 다도코로 젠지로를 앞세워, 중견수로서 춘계 선발 대회(제24회 선발 고등학교 야구 대회)에 출전했다. 이 대회의 준결승전에서는 야오 고등학교의 기무라 다모쓰의 호투에 시달렸지만 팀은 승리를 거두었다. 결승전에서는 히노 요시즈미가 소속된 나루토 고등학교를 누르고 다도코로는 전 경기 완봉승을 거두는 등 시즈오카 상업고등학교를 선발 고등학교 야구 대회의 첫 우승으로 이끌었다. 같은 해 여름에 개최된 야마가타·시즈오카 대회 준결승전에서는 팀의 에이스 야토 다카오를 거느린 쓰루 고등학교에게 패하여 탈락했다. 그 외의 팀 동료로는 포수로 활약했던 아이 도시하루가 있다.
고교 졸업 후 메이지 대학에 진학하여 도쿄 6대학 야구 리그에서는 3학년까지 총 세 번의 우승을 경험했지만 자신으로서는 눈에 띈 활약은 없었다. 그러나 1956년 추계 리그에서는 타율 0.378(타격 순위 3위)의 좋은 성적을 남겼다. 대학 동기로는 사사키 시게노리, 다무라 미쓰루(모두 중퇴), 세키구치 이치로, 오기 다카오 등이 있었다.
대학 졸업 후 사회인 야구팀인 다이쇼와 제지에 입사하여 1957년 도시 대항 야구 대회에서 3번 타자로 출전했지만 2차전(첫 경기)에서 젠카네보에게 패하여 탈락했다. 그 해 가을, 미국 디트로이트에서 열린 제3회 세계 야구 선수권 대회에 스즈키 다카시, 후루타 마사유키 등과 함께 일본 대표팀 선수로 참가하여 중심 타자로서 팀 우승에 기여했다. 1958년 도시 대항 야구 대회에 2년 연속 출전했지만 1차전 상대인 마루젠 석유에게 패했다. 같은 해에 열린 일본 산업 대항 야구 대회에서는 타격상을 받았다.
1959년에 주니치 드래건스에 입단, 1년차부터 1군에서 기용돼 주로 중견수로서 14경기에 선발 출전했다. 이듬해 1960년에는 수비 위치를 좌익수로 되돌려 주로 2번 타자로서 21경기에 선발 출전했다. 그러나 1961년에는 에토 신이치가 외야수로 전환됨에 따라 출전 기회가 줄어들었고 그 해를 마지막으로 현역에서 은퇴했다.
은퇴 후에는 주니치 신문 기자를 거쳐 주니치 구단 프런트에서 직원으로 근무했다.

## 상세 정보

### 출신 학교
- 시즈오카 현립 시즈오카 상업고등학교
- 메이지 대학

### 선수 경력
- 다이쇼와 제지
- 주니치 드래건스(1959년 ~ 1961년)

### 등번호
- 25(1959년 ~ 1961년)

### 연도별 타격 성적
| 연 도      | 소 속      | 경 기 | 타 석 | 타 수 | 득 점 | 안 타 | 2 루 타 | 3 루 타 | 홈 런 | 루 타 | 타 점 | 도 루 | 도 루 자 | 희 생 번 | 희 생 플 | 볼 넷 | 고 4 | 사 구 | 삼 진 | 병 살 타 | 타 율 | 출 루 율 | 장 타 율 | O P S |
| ---------- | ---------- | ----- | ----- | ----- | ----- | ----- | ------- | ------- | ----- | ----- | ----- | ----- | -------- | -------- | -------- | ----- | ---- | ----- | ----- | -------- | ----- | -------- | -------- | ----- |
| 1959년     | 주니치     | 51    | 87    | 81    | 4     | 18    | 2       | 0       | 1     | 23    | 3     | 3     | 0        | 2        | 0        | 3     | 0    | 1     | 10    | 4        | .222  | .259     | .284     | .543  |
| 1960년     | 주니치     | 68    | 112   | 99    | 8     | 22    | 3       | 2       | 1     | 32    | 4     | 2     | 0        | 7        | 0        | 6     | 0    | 0     | 13    | 0        | .222  | .267     | .323     | .590  |
| 1961년     | 주니치     | 36    | 48    | 45    | 3     | 12    | 2       | 0       | 0     | 14    | 1     | 0     | 1        | 1        | 0        | 2     | 0    | 0     | 9     | 0        | .267  | .298     | .113     | .609  |
| 통산 : 3년 | 통산 : 3년 | 155   | 247   | 225   | 15    | 52    | 7       | 2       | 2     | 69    | 8     | 5     | 1        | 10       | 0        | 11    | 0    | 1     | 32    | 4        | .231  | .270     | .307     | .577  |